# Fylkesväg 545
Fylkesväg 545 (norska: Fylkesvei 545) är en primär fylkesväg som går mellan Sandvikvåg i Fitjars kommun och Leirvik i Stords kommun i Vestland fylke i västra Norge. Vägen är 29,8 kilometer lång. 
Innan den 1 januari 2010 var vägen en riksväg, Riksväg 545, efter att förvaltningsreformen trädde i kraft har vägen status som fylkesväg.